# Ledňáček šedohlavý
Ledňáček šedohlavý (Halcyon leucocephala) je druh ledňáčka, jenž se vyskytuje v Africe a na Arabském poloostrově.

## Taxonomie
Ledňáčka šedohlavého prvně vědecky popsal německý zoolog Philipp Ludwig Statius Müller v roce 1776, jenž pro něj určil binomické jméno Alcedo leucocephala. Současná systematika řadí tento druh do rodu Halcyon, který vytyčil anglický přírodovědec William John Swainson v roce 1821. Jméno vychází z řeckého „alkuōn“, což je označení pro mytického ptáka, obvykle spojovaného s ledňáčkem. Druhové jméno „leucocephala“ vychází rovněž z řečtiny a v překladu znamená „bělohlavý“.
Ledňáček šedohlavý se dělí na pět poddruhů:
- H. l. acteon (Lesson, 1830) – Kapverdy
- H. l. leucocephala (Müller, 1776) – od Senegalu a Gambie po severozápad Somálska, na sever Tanzanie a na sever Konžské demokratické republiky
- H. l. semicaerulea (Gmelin, 1788) – Arabský poloostrov
- H. l. hyacinthina Reichenow, 1900 – od jihovýchodního Somálska po Tanzanii
- H. l. pallidiventris Cabanis, 1880 – z jižní Demokratické republika Kongo po severozápadní Tanzanii a jižní a severní JAR

## Popis
U druhu není rozvinut příliš výrazný pohlavní dimorfismus. Dospělec nominátního poddruhu H. l. leucocephala je zbarven světle šedou na hlavě, černou na zádech, s výrazně modrým zbarvením na kostřeci, křídlech a ocasu. Spodní části těla jsou kaštanové. Zobák je dlouhý, červený a ostrý. Průměrná velikost těla činí 21 cm.
Zpěv tvoří posloupnost stoupavě-klesavých tónů, přičemž jsou stále ostřejší. Varovné volání tvoří řada ostrých poznámek znějících jako „tchk, tchk, tchk, tchk“.

## Biologie
Ledňáček šedohlavý se vyskytuje v Africe a na Arabském poloostrově. Areál výskytu zahrnuje státy Angola, Benin, Botswana, Burkina Faso, Burundi, Kamerun, Kapverdy, Středoafrická republika, Čad, Kongo, Demokratická republika Kongo, Džibuti, Eritrea, Etiopie, Gabon, Gambie, Ghana, Guinea, Guinea-Bissau, Pobřeží slonoviny, Keňa, Libérie, Malawi, Mali, Mauritánie, Mosambik, Namibie, Niger, Nigérie, Rwanda, Senegal, Sierra Leone, Somálsko, Jihoafrická republika, Jižní Súdán, Súdán, Svazijsko, Tanzanie, Togo, Uganda, Zambie, Zimbabwe, Omán, Saúdská Arábie a Jemen.
Typickým stanovištěm jsou lesy a křovinaté a obdělávané oblasti, a to až do nadmořských výšek asi 2200 m. Ledňáček šedohlavý žije samotářsky nebo v párech, často žije u vody, avšak potravu (hmyz a malé ještěrky) vyhledává z vyvýšených větví na zemi. Hnízdí v dutinách ve strmých březích řek.